# Belle Cora
Belle Cora, född 1827, död 1862, var en amerikansk bordellägare, känd från Vilda Västerns legendflora.  Hon drev från 1852 en berömd bordell i San Francisco under guldrushen i Kalifornien och var en rival till Ah Toy. Hon är också känd för det berömda mord som ägde rum 1855, när hennes älskare Charles Cora dödade William H. Richardson, vars fru hade förolämpat henne.